# Berlin-Köpenick
Köpenick (tot 1931 officieel Cöpenick) is een stadsdeel in het Berlijnse district Treptow-Köpenick aan de samenvloeiing van de Dahme en de Spree. Het is met 35 km² het grootste stadsdeel van Berlijn en omvat de wijken Altstadt, Kietzer Vorstadt, Dammvorstadt, Köpenick-Nord (incl. Siedl, Dammfeld, Elsengrund, Uhlenhorst en Wolfsgarten), Amtsfeld-Kämmereiheide (Salvador-Allende-Viertel), Köllnische Vorstadt, Spindlersfeld, Wendenschloß (incl. Siedlung Kietzer Feld).
Köpenick wordt wegens zijn vele groen, de long van Berlijn genoemd. Het stadsdeel werd bekend door de figuur van de Hauptmann von Köpenick en telt 69.939 inwoners.

## Ligging
De oude stad van Köpenick ligt op de samenvloeiing van de Dahme en de Spree. De Spree verbindt Köpenick met de Müggelsee, het grootste meer in Berlijn. De Müggelberge in het zuidoosten van Köpenick zijn met 114,7m hoogte de hoogste natuurlijke Berlijnse heuvels. De wijken Spindlersfeld en Köllnische Vorstadt aan de linkerkant van de Dahme behoren ook tot Köpenick. Aan de noordkant van de Spree tegenover de Altstadt ligt de wijk Dammvorstadt en daarboven de wijken Elsengrund, Wolfsgarten, Piepertswinkel, Dammfeld en Uhlenhorst. Onder de Altstadt ligt de wijken Kietz, en ten oosten ervan Salvador-Allende-Viertel en Kämmereiheide. Meer naar het zuiden liggen Kietzer Feld en Wendenschloß. Tussen het centrum van Köpenick en Müggelheim ligt een groot bos.

## Geschiedenis
Vooraleer Köpenick in 1920 ingelijfd werd door Groot-Berlijn, had het al een lange geschiedenis achter de rug als zelfstandige stad. De eerste vermelding in een document dateert van 1209 als Copánic, van het Oud-Slavische Kopanica en is dus ouder dan Berlijn-Cölln, dat pas voor het eerst vermeld wordt in een akte uit 1237. Het grootste deel van zijn geschiedenis was de stad bekend als Cöpenick. De huidige spelling dateert van 1931.

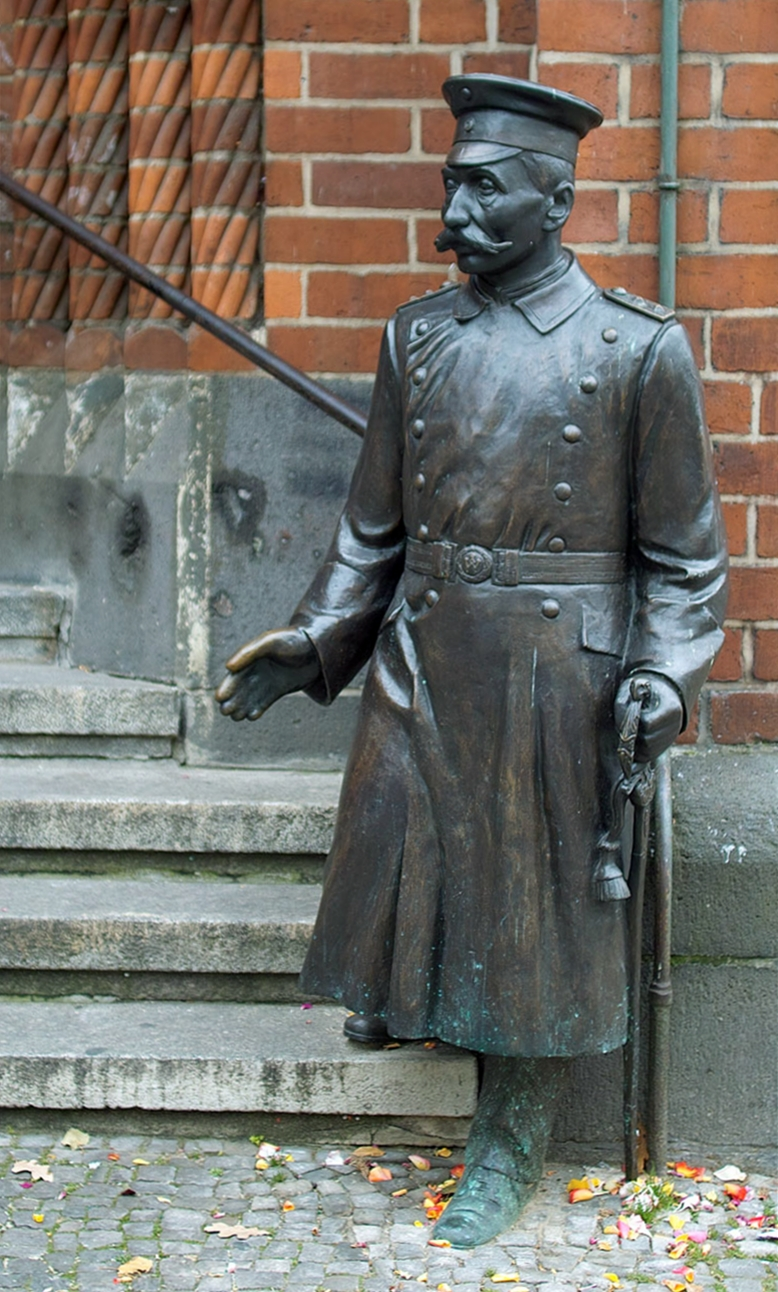
Standbeeld van de "Hauptmann von Köpenick"

Het Slavische kasteel van rond 800 werd in 1245 ingenomen door de markgraven Johan I en Otto III van Brandenburg, die hun rivalen Hendrik III van Meißen en de aartsbisschop van Maagdenburg versloegen. In 1631, tijdens de Dertigjarige Oorlog, trachtten gezanten van George Willem van Brandenburg in Köpenick (tevergeefs) te onderhandelen met het leger van Gustaaf Adolf van Zweden, om een aanval op Brandenburg te vermijden.
Na 1685 vestigden zich veel hugenoten in het stadje, omdat keurvorst Frederik Willem I van Brandenburg hen toestemming had gegeven een kolonie te stichten. De vorst bouwde een slotkerk die tevens ter beschikking stond van de Franse gereformeerde gemeente. Deze ging in 1810 op in de Duitstalige slotkerkgemeente.
In 1906 nam de schoenmaker Wilhelm Voigt, verkleed als een Pruisisch officier, bezit van het stadhuis van Köpenick. Deze schelmenstreek werd de inspiratiebron voor een toneelstuk van Carl Zuckmayer, de Hauptmann von Köpenick en voor verschillende films en tv-producties. Köpenick was tijdens de Koude Oorlog een deel van Oost-Berlijn.
Bekend is het Slot Köpenick dat in 1558 gebouwd werd als jachtslot voor Joachim II Hector van Brandenburg in renaissancestijl. Het gebouw werd door Frederik I van Pruisen verbouwd, die er ging wonen met zijn eerste echtgenote Elisabeth Henriëtte van Hessen-Kassel. Het kasteel wordt thans als museum gebruikt.
In 1933 werden in Köpenick honderden oppositieleden in Berlijn door de nazi's gearresteerd en ondergebracht in de rechtbank bij de gevangenis van het stadsdeel. Mishandelingen door leden van de SA volgden met tientallen doden en voor het leven verminkten tot gevolg.

## Verkeer
Het station Köpenick opende al in 1842. Dit wordt bediend door de S-Bahn, dat ook het station Wuhlheide bedient. Er zijn plannen om het station Köpenick om te vormen tot een station dat ook regionale treinen kan ontvangen. 

## Sport
In 1920 verhuisde SC Union 06 Oberschöneweide uit het naburige Oberschöneweide naar het Stadion An der alten Försterei, dicht bij de grens, maar wel in Köpenick gelegen. Het huidige 1. FC Union Berlin is een opvolger van deze club. 
Op de Sportplatz Wendenschloß speelt ook Köpenicker SC dat van de jaren zestig tot de jaren tachtig voornamelijk in de Oost-Duitse tweede en derde klasse speelde. Intussen is de club weggezakt naar de lagere reeksen. 

## Bekende inwoners van Köpenick

### Geboren
- Laura Ludwig (1986), beachvolleyballer

### Overleden
- Mentona Moser (1874-1971), Zwitserse maatschappelijk werkster, communiste en schrijfster